# Václav Antoš
Václav Antoš (ur. 19 stycznia 1905 w Pradze, zm. 23 stycznia 1978 tamże) – czechosłowacki pływak, medalista mistrzostw Europy, uczestnik igrzysk olimpijskich.
Pierwszym startem czechosłowackiego zawodnika w zawodach międzynarodowym był udział w VIII Letnich Igrzyskach Olimpijskich w Paryżu w 1924 roku. Antoš wziął udział w trzech konkurencjach. Na dystansie 400 metrów stylem dowolnym odpadł w fazie półfinałowej, zajmując w pierwszym półfinale piąte miejsce z czasem 5:53,2. Na dystansie 1500 metrów stylem dowolnym odpadł w fazie eliminacyjnej zajmując w swoim wyścigu czwarte miejsce z czasem 24:44,0. W sztafecie pływackiej 4 × 200 metrów stylem dowolnym Antoš płynął na pierwszej zmianie. Ekipa Czechosłowacji zakwalifikowała się do półfinału ale ostatecznie w nim nie wystartowała.
Na II Mistrzostwach Europy w Pływaniu w 1927 roku w Bolonii, Antoš wziął udział w dwóch konkurencjach. Na dystansie 400 metrów stylem dowolnym czechosłowacki zawodnik zdobył brązowy medal z czasem 5:16,2. Na dystansie 1500 metrów stylem dowolnym zajął czwarte miejsce. Ekipa Czechosłowacji wystartowała także w sztafecie 4 × 200 m stylem dowolnym, gdzie zajęła piąte miejsce, lecz udział Antoša nie jest potwierdzony.
Podczas startu na IX Letnich Igrzyskach Olimpijskich w 1928 roku w Amsterdamie, czechosłowacki zawodnik wziął udział w dwóch konkurencjach. Rywalizację na dystansach 400 metrów i 1500 metrów stylem dowolnym zakończył w fazie eliminacyjnej.